# Cormoret
Cormoret – gmina (niem. Einwohnergemeinde) w północno-zachodniej Szwajcarii, w kantonie Berno, w regionie administracyjnym Berner Jura, w okręgu Berner Jura. 31 grudnia 2020 roku liczyła 494 mieszkańców. 

## Demografia
Według danych z 2000 r. 86,6% mieszkańców gminy była francuskojęzyczna, a 11,7% niemieckojęzyczna. Na dzień 31 grudnia 2020 obcokrajowcy stanowili 4,7% ogółu mieszkańców.

## Transport
Przez teren gminy przebiega droga główna nr 30.